# Fokkenschoot
De fokkenschoot zijn de twee lijnen aan de fok van een zeilboot. De ene lijn loopt over aan een katrol aan bakboord, en de andere loopt over een katrol aan stuurboord. Men spreekt van de stuurboordschoot en de bakboordschoot. 
Het grootzeil staat aan lij en de fok op de meeste koersen dus ook. Bij voor de wind zeilen kan de fok aan loef gezet worden. Ook tijdens het overstag gaan staat de fok even aan loef. De fokkenschoot moet daartoe aan loefzijde aangehaald worden.
De fokkenschoot kan op kleinere zeilboten vastgezet worden met klemmen. Op grotere zeiljachten wordt de fokkenschoot vastgezet en aangehaald met winches. Van de twee einden is er maar één actief, het andere "luie" einde ligt los. Na overstag gaan of gijpen wisselen de twee einden van functie.
Een goede controle van de fokkenschoot is van groot belang voor de snelheid en de stuurbaarheid van een zeilboot. Hoewel de fok meestal minder oppervlakte heeft dan het grootzeil, beïnvloedt een goede stand ervan de voortstuwing aanzienlijk. Ook om de koers te houden is een goede controle van de fokkenschoot van belang, omdat sturing met de fok minder remt dan sturing met het roer.
Fokkenschoten worden meestal van katoen of polyester vervaardigd. Ze moeten niet alleen stevig zijn, maar in tegenstelling tot vallen ook zacht en klembaar, omdat ze dikwijls gemanipuleerd moeten worden. Om die reden is bijvoorbeeld staalkabel of nylon ongeschikt. De fokkenschoot wordt bevestigd aan de fok met een karabijnhaak, harp of fokkenschootknoop.